# خردل هندي
الخردل الهندي نوع نباتي يتبع الفصيلة الصليبية.
تستعمل سوقه في المطبخ الهندي وأوراقه في المطبخ الإفريقي. يحضر منه الخردل البني.

## معرض صور

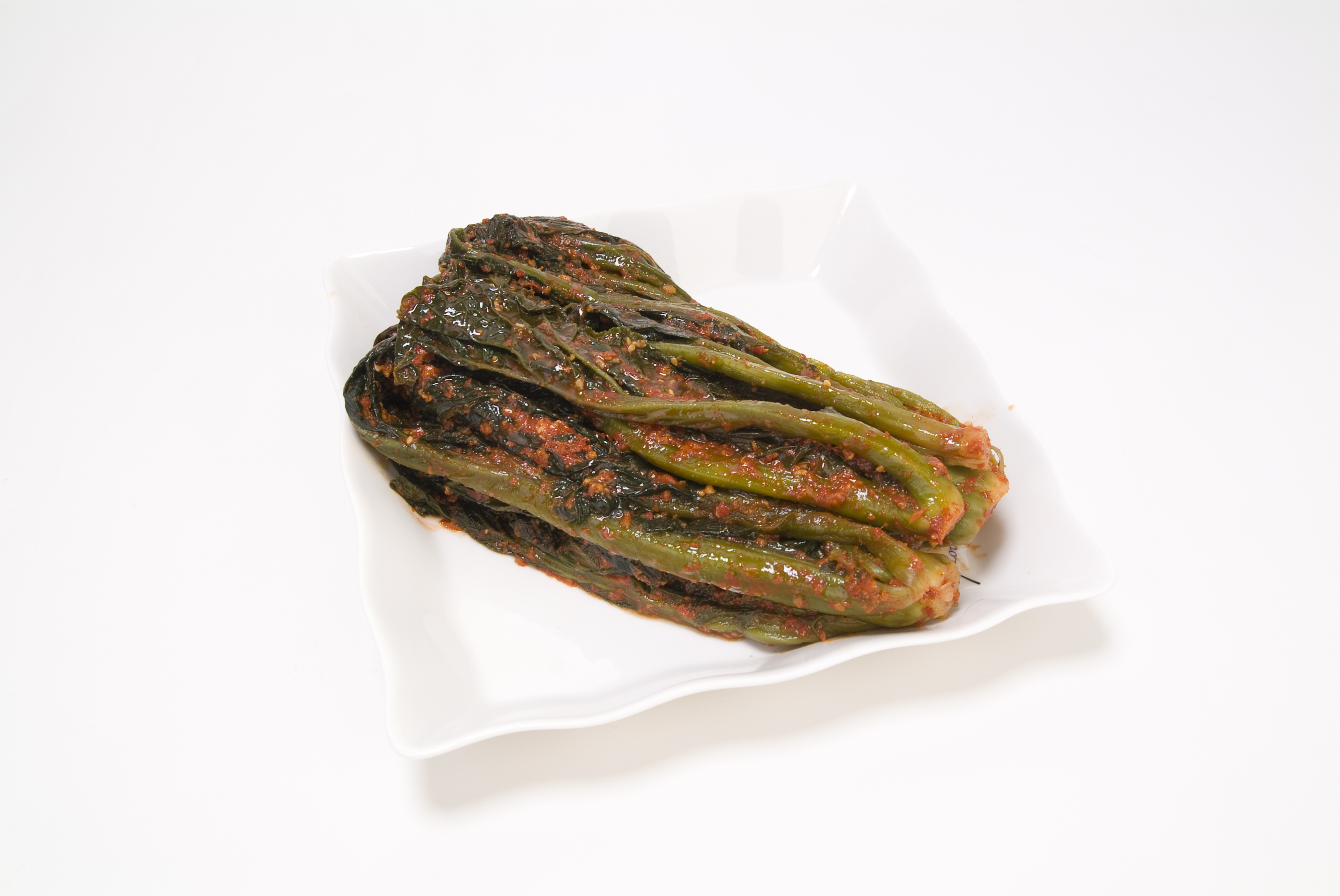
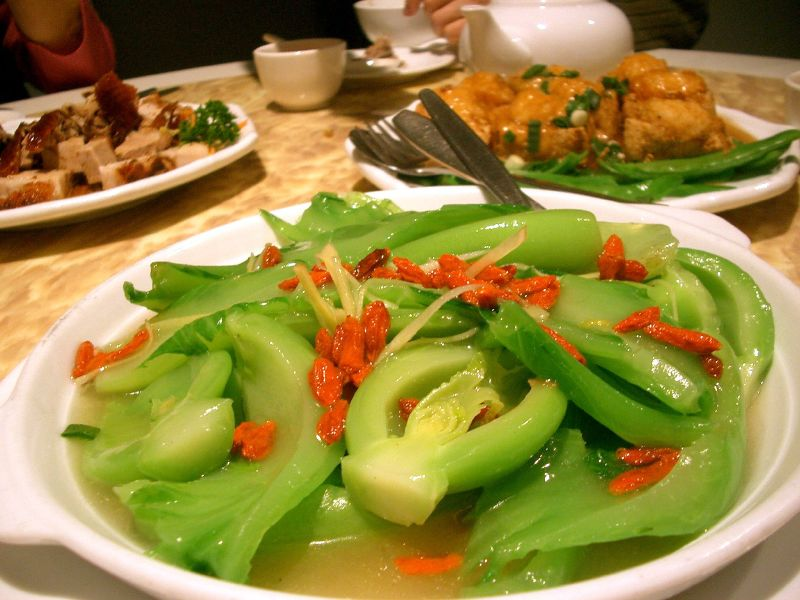
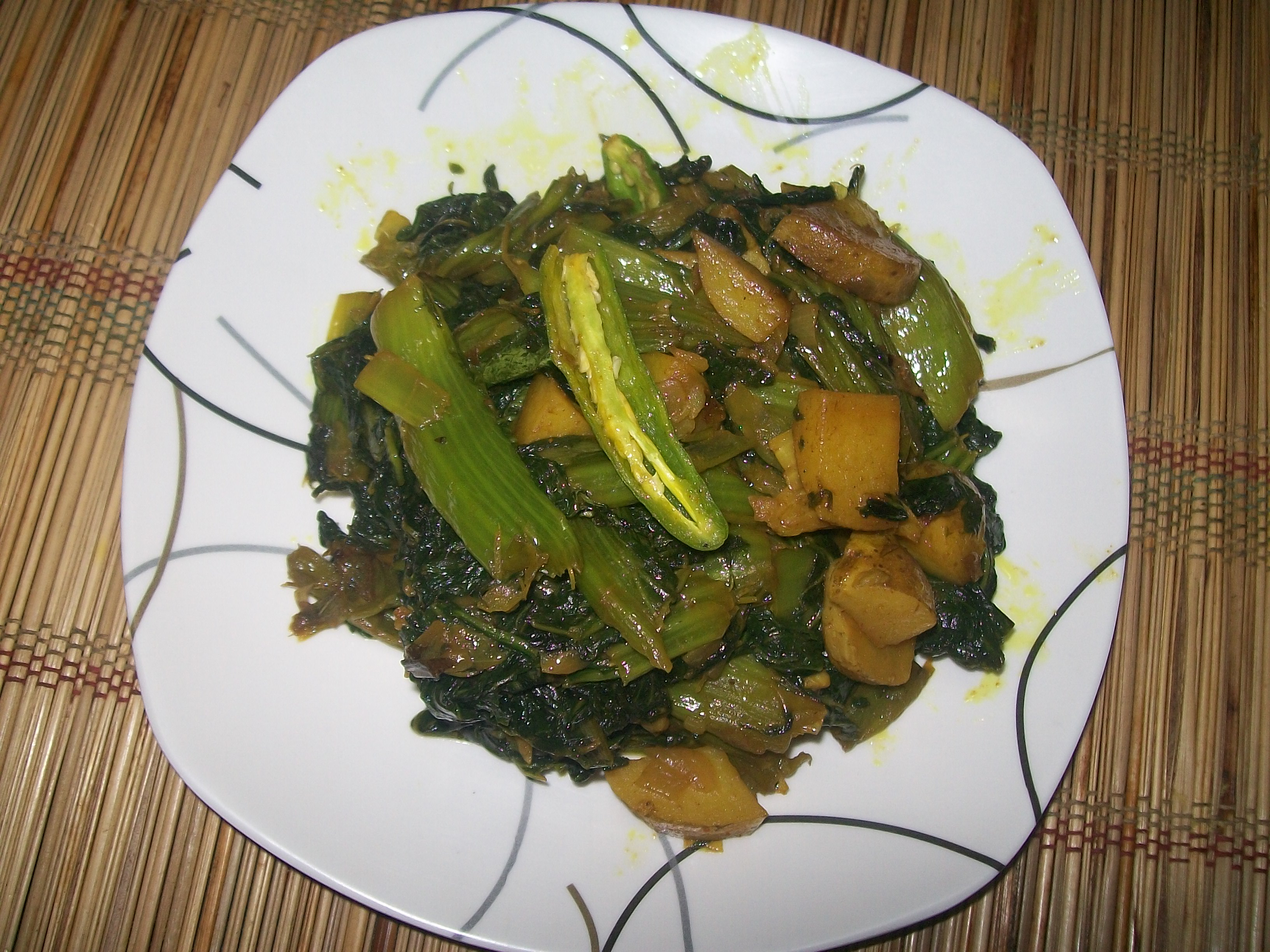